# 美馬警察署
美馬警察署（みまけいさつしょ）は、徳島県警察が管轄する警察署の一つである。

## 所在地
- 徳島県美馬市脇町字拝原1976番地1

## 管轄区域
- 美馬市
- 美馬郡つるぎ町
- 三好郡東みよし町のうち毛田の一部、中庄の一部

## 沿革
2005年（平成17年）3月1日：管内の美馬郡脇町、穴吹町、木屋平村の2町1村が美馬郡美馬町と新設合併し美馬市となったため、管轄市町村数が2町1村から1市のみになったことに併せて徳島県脇町警察署から改称した。なお、美馬町域はつるぎ警察署管轄のままであった。
2014年4月1日につるぎ警察署を統合した。

## 交番

### 美馬市
- 脇町うだつ交番（美馬市脇町大字猪尻字西分116番地1）
- 穴吹交番（美馬市穴吹町穴吹字曽根35番地1）

### つるぎ町
- つるぎ交番（美馬郡つるぎ町貞光字大須賀40番地2）

## 駐在所

### 美馬市
- 脇町清水駐在所（美馬市脇町字西俣名1092番地6）
- 脇町野村駐在所（美馬市脇町野村4152番地2）
- 木屋平駐在所（美馬市木屋平字川井157番地7）
- 美馬町喜来駐在所（美馬市美馬町字天神109番地3）
- 美馬町谷口駐在所（美馬市美馬町字八幡143番地1）

### つるぎ町
- つるぎ町八千代駐在所（美馬郡つるぎ町半田字日開野154番地の2）
- つるぎ町古見駐在所（美馬郡つるぎ町一宇字赤松1318番地の1）